# Jaime Domínguez Buj
Jaime Domínguez Buj (València, 15 de març de 1952) és un general d'exèrcit, que va ser cap d'Estat Major de l'Exèrcit de Terra d'Espanya (JEME) des del 27 de juliol de 2012 al 31 de març de 2017. Sap parlar anglès, francès i italià.

## Biografia
Va ingressar en la Acadèmia General Militar de Saragossa en 1970, assolint el grau de tinent d'artilleria en 1974 amb el millor expedient de la seva promoció.
Diplomat en Estat Major, compta amb formació militar especialitzada en artilleria antiaèria (sistemes de direcció de tir i detecció i localització d'objectius). També ha cursat estudis en dret de la guerra i dret internacional humanitari, alta gestió de recursos humans, topografia en la Universitat Politècnica de Las Palmas, va realitzar el Màster en Relacions Internacionals de la Universitat Complutense de Madrid obtenint una qualificació d'excel·lent.
Va obtenir la seva primera destinació a l'antic Centre d'Instrucció de Reclutes n. 8, situat a Alacant, prestant posteriorment serveis com a artiller a diferents unitats situades a Al-Aaiun (Sàhara Espanyol), Ceuta, Cartagena, Las Palmas de Gran Canària i Paterna (València) permetent-li aconseguir l'ocupació de capità. Com a comandant i Diplomat en Estat Major, va ser promogut a l'Estat Major de la Divisió Mecanitzada «Maestrazgo» n. 3.
Posteriorment Jaime Domínguez Buj va estar assignat en la Subdirecció General d'Assumptes Internacionals de la Direcció general de Política de Defensa (DIGENPOL), el Gabinet Tècnic del Ministre de Defensa i la Prefectura de la Secció de Personal de la Divisió de Logística, en l'Estat Major de l'Exèrcit de Terra.
Ja com a coronel, l'any 2001 va rebre el comandament del Regiment d'Artilleria Antiaèria n. 73, aquarterat a Cartagena. Dos anys més tard va ser ascendit a Cap de l'Òrgan Directiu de la Direcció general de Reclutament i Ensenyament Militar del Ministeri de Defensa. Promogut al generalat, va ser Secretari General del Comandament d'Ensinistrament i Doctrina de l'Exèrcit de Terra (2004), la Divisió d'Operacions de l'Estat Major de l'Exèrcit de Terra (2005), el Comandament de la Divisió d'Operacions (2007), la Prefectura de l'Estat Major del Comandament d'Operacions de l'EMAD (2008) i la Prefectura del propi Comandament d'Operacions (2009). En 2010 va ser nomenat tinent general. El general Domínguez Buj també ha estat destinat a diverses missions de pau de Nacions Unides en l'exterior (a El Salvador i Bòsnia i Hercegovina).
Durant el període en què Jaime Domínguez Buj va estar al capdavant de l'Estat Major de l'Exèrcit de Terra, es va produir una profunda reorganització, iniciada en 2015, amb la qual es va pretendre incrementar l'operativitat de les diferents unitats, adaptant el seu nivell de resposta a les noves necessitats de la doctrina terrestre. Va assistir a la presa de possessió del seu successor, general d'exèrcit Varela Salas, celebrada el 3 d'abril de 2017.

## Condecoracions
- Gran Creu de la Reial i Militar Orde de Sant Hermenegild.
- Placa de la Reial i Militar Orde de Sant Hermenegild.
- Encomienda de la Reial i Militar Orde de Sant Hermenegild.
- Creu de la Reial i Militar Orde de Sant Hermenegild.
- Gran Creu al Mérito Militar.
- Creu al Mèrit Militar (Set cops, quatre d'elles amb caràcter extraordinari).
- Creu al Mèrit Naval.
- Gran Creu al Mèrit Aeronàutic.
- Creu al Mèrit Aeronàutic.
- Creu de Plata de l'Orde del Mèrit de la Guaàrdia Civil.
- Medalla OTAN.
- Medalla de les Nacions Unides.
- Encomana de l'Orde del Mèrit Civil.
- Medalla Commemorativa Francesa per a la UNPROFOR.
- Gran Creu de l'Orde del Mèrit de la Guàrdia Civil.
- Oficial i Cavaller de la Legió d'Honor de la República Francesa.
- Gran Oficial de l'Orde del Mèrit Militar de la República Federativa de Brasil.
- Medalla Militar Fe en la Causa de la República de Colòmbia.
- Medalla de Plata al Mèrit Policial.
- Gran Oficial de l'Orde al Mèrit de la República Italiana.
- Gran Creu de la Medalla al Mèrit Militar de la República Portuguesa.[2]